# Slovenska zamejska skavtska organizacija
Slovenska zamejska skavtska organizacija (SZSO), (italijansko Associazione scouts sloveni in Italia)
je mladinska organizacija, ki združuje slovenske skavtinje in skavte v zamejstvu. 

## Zgodovina zamejskih skavtov
Zgodovina slovenskega zamejskega skavtstva (v zamejstvu: skavtizma) sega v leto 1951, ko so kaplan Lojze Zupančič, prof. Oton Berce in prof. Ivan Theuerschuh ustanovili v Škednju pri Trstu prvi vod slovenskih skavtov, še ena skupina je nastala v župniji Rojan. Naslednje leto so izvedli skupni tabor na Višarjah.
Leta 1953 je prišlo do uradne ustanovitve Združenja slovenskih tržaških skavtov, katerega duhovni vodja je postal kaplan Zupančič, prvi načelnik prof. Oton Berce in starešina prof. Ivan Theuerschuh. Osem let kasneje, leta 1959, so na pobudo dr. Jožeta Prešerna nastale tudi slovenske tržaške skavtinje.
Po zgledih iz Trsta je tudi v Gorici leta 1963 nastala prva, kratkotrajna skupina skavtinj.  Naslednje leto so nastali slovenski goriški skavti, leta 1967 so se spet pojavile goriške skavtinje.
Že leta 1971 je izšla prva številka Jambora, glasila tržaških skavtinj (kasneje tudi skavtov), ki ga SZSO izdaja še sedaj .
Poleti 1976 je v Pinedu pri Pordenonu potekal 1. slovenski zamejski jamboree, ki so se ga udeležili tudi slovenski koroški skavti, sledili so še slovenski zamejski Jamboree leta 1979 v Logu pod Mangartom, leta 1984 v Globasnici na Koroškem, leta 2006 v Terski dolini v Benečiji .

## Ustanovitev SZSO
Z združitvijo sprva ločenih slovenskih skavtskih organizacij (Slovenskih tržaških skavtov (u. 1951), Slovenskih tržaških skavtinj (u. 1959), ter Slovenskih goriških skavtov in skavtinj (u. 1963 oz. 1964) je 30. marca 1976 neuradno nastala Slovenska zamejska skavtska organizacija (SZSO), uradno pa je bila ustanovljena 15. decembra 1976. 

## Namen SZSO in organiziranost
SZSO je slovenska mladinska katoliška vzgojna organizacija, izraz skavtskega gibanja med Slovenci v Italiji. Temelji na vrednotah krščanstva, slovenstva in demokracije. Je nestrankarska organizacija in uresničuje svoje družbeno politično poslanstvo popolnoma neodvisno. Pri tem upošteva delo drugih vzgojnih organizacij in posameznikov v okolju in živi svojo krščansko izbiro znotraj cerkvene skupnosti. SZSO je nevladna neprofitna organizacija, ki jo vodijo prostovoljci.

### Organiziranost
Vrhovni organ SZSO predstavlja Deželno vodstvo, v katerega so poleg deželne načelnice in načelnika vključeni še tajnik-blagajnik, poverjenik za stike z javnostmi, poverjeniki za metodologijo in poverjeniki za usposabljanje voditeljev.
Regionalni nivo organiziranosti predstavljata Pokrajinsko vodstvo Trst in Pokrajinsko vodstvo Gorica, v katera so poleg pokrajinske načelnice in načelnika vključeni še tajnik-blagajnik, gospodar in duhovni asistent. 
Temelj skavtske organiziranosti v Gorici predstavlja steg Gorica, v Trstu in okolici pa stega Trst in Kraški steg. Poleg Trsta in Gorice nekatere od starostnih skupin SZSO delujejo na Opčinah, v Nabrežini, v Boljuncu, v Devinu, pri sv.Ivanu in v Doberdobu.

## Program
SZSO si prizadeva prispevati k vsestranski rasti mladih, k njihovemu telesnemu, duševnem in duhovnemu razvoju, da v luči odhoda odrastejo v celostne osebe, sposobne svobodnih in odgovornih izbir. Obenem SZSO vzgaja svoje člane k odgovorni in dejavni življenjski drži, ki jo narekujejo dosledno krščanstvo, zvestoba narodu in domovini, pošteno državljanstvo in zavestna skavtska izbira. Zaradi svoje etnične specifike SZSO s posebno pozornostjo posreduje svojim članom slovenske narodne vrednote, jezik, kulturo in zgodovino in jih vzgaja k spoštovanju in ljubezni do njih. Da bi dosegla te cilje se ravna po načelih in metodi skavtstva, ki temelji na Baden-Powellovi zamisli združevanja in vzgoje mladine, in ki je prilagojen današnji mladinski stvarnosti.

### Veje (starostne skupine)
SZSO je organizirana v treh starostnih skupinah:
| starostna skupina           | starost            |
| --------------------------- | ------------------ |
| volčiči in volkuljice (VV)  | od 8 do 11 let     |
| izvidniki in vodnice (IV)   | od 11 do 16 let    |
| popotniki in popotnice (PP) | od 17-20 do 21 let |

Voditelji posameznih skupin se zbirajo v skupnostih voditeljev.

## Skavtsko sodelovanje
SZSO ima s Združenjem slovenskih katoliških skavtinj in skavtov (ZSKSS) sklenjen sporazum o čezmejnem skavtskem sodelovanju. 
SZSO ima tudi zelo dobre odnose z italijansko katoliško skavtsko organizacijo AGESCI Arhivirano 2019-06-16 na Wayback Machine. (Associazione Guide e Scout Cattolici Italiani) ter sklenjen medsebojni dogovor o sodelovanju.